# 151349 Stanleycooper
151349 Stanleycooper este o planetă minoră (asteroid) din centura de asteroizi. A fost descoperită pe 8 februarie 2002 la Observatorul Național Kitt Peak de Marc Buie⁠(d). 
Obiectul prezintă o orbită caracterizată de o semiaxă mare de 2,7560993865577 UAi, o excentricitate de 0,1, o înclinație de 1,6 ° în raport cu ecliptica.